# Gedalias (descendente de Josué)
Gedalias (em hebraico: gedalyahu, lit. "Grande é Javé") era um descendente de Josué, filho de Jozadaque, que foi listado entre os sacerdotes do tempo de Esdras que aceitaram colocar para fora as esposas estrangeiras.